# Réserve de parc national des Monts-de-Puvirnituq
Pour les articles homonymes, voir Puvirnituq (homonymie).
La réserve de parc national des Monts-de-Puvirnituq est une aire protégée située dans la région administrative du Nord-du-Québec, au Québec, au Canada. Ce territoire de 3 159 km2 est situé au nord-ouest d'Akulivik.
Les monts de Puvirnituq sont une chaîne de collines parallèles formée par le plissement successif de l'écorce terrestre.

## Faune et flore
La réserve de parc national présente l'un des rares endroits au Québec où l'ours blanc donne naissance à ses petits. Il s'agit aussi de la seule aire de nidification du cygne siffleur du Québec. Le parc est aussi fréquenté par la harde de caribous de la rivière aux Feuilles.
À plus de 400 km au nord de la limite des arbres et ayant une saison de croissance que de 70 jours par année, la végétation est surtout arbustive dans les vallées, le haut des collines étant dominé par les mousses et les lichen.